# Hudson (Florida)
Hudson ist ein census-designated place (CDP) im Pasco County im US-Bundesstaat Florida. Das U.S. Census Bureau hat bei der Volkszählung 2020 eine Einwohnerzahl von 12.944 ermittelt.

## Geographie
Hudson liegt an der Golfküste Floridas und etwa 50 km nordwestlich von Tampa. Der CDP wird vom U.S. Highway 19 durchquert.

## Geschichte
Eine überraschende Anzahl von Menschen haben dieses Land vor hunderten von Jahren besucht.
Laut den Tagebuchaufzeichnungen von Hernando de Soto und Juan Ponce de León 1513, beide spanische Forschungsreisende, haben beide den Pithlachascotee River überquert sowie den nordwestlichen Teil des heutigen Pasco County.
Bevor Issac Hudson hierher kam und die Stadt gründete, war dieses subtropische Land bewohnt von wilden Tieren und später, ab dem 18. Jahrhundert von den Seminole Indianern. Danach wurde es von den Blockadebrechern des Bürgerkriegs ausgeplündert, bis schließlich Issac Hudson und die von ihm geführten Siedler hier ankamen.
Vom 17. bis Anfang des 19. Jahrhunderts waren Piraten hier beheimatet. Diese real existierenden Piraten waren erfahrene Seeleute, die die vielen Meeresarme, kleine Buchten und Flussläufe rund um das zukünftige Hudson, für ihre illegalen Tätigkeiten nutzten. Sie nutzten die Größe des Landes rund um den Golf von Mexiko, wo sie vor Verfolgung und Verhaftung sicher waren.
Cow River, Horse Island, Hudson Bay, Cedar Island, Bayonet Point, Fillmun Bayou, Sleepy Lagoon usw. Gab es damals noch nicht und die Gegenden waren noch nicht erforscht. Viele der Piraten vergruben ihre Schätze angeblich in diesem Gebiet. „Horse Island“ wird dabei besonders häufig erwähnt. Alte Bewohner von Hudson bestätigen, dass sie früher oft durch die Grabungen von Schatzjägern belästigt wurden. Entweder waren diese Schatzjäger nur einem Gerücht gefolgt, oder Nachkommen der ehemaligen Seeräuber, oder hatten eine „Schatzkarte“ erstanden. Wir werden es niemals erfahren. Tatsache ist jedoch, dass auf „Horse Island“ viel gegraben wurde.
Während des Bürgerkriegs (1861–1865) war Florida Teil der konföderierten Staaten im Kampf gegen die Vereinigten Staaten. Die Konföderierten benutzten die Küste vor Hudson zu genau den gleichen Taten, wie die Piraten vorher. Sie versteckten sich und schlugen aus ihren Verstecken, meist während der Nacht, zu, um ihre Raubzüge entlang der Küstenlinie von Pacos County durchzuführen.
Zu dieser Zeit war die Gegend eine Wildnis mit vielen Sümpfen. Schließlich kamen die ersten weißen Siedler aus anderen Teilen Floridas um 1860 bis 1870 bis nach Port Richey über die alte Salzstraße (Old Salt Road), den einzig gangbaren Weg durch die Sümpfe. Sie benutzen die Küste zum Fischen und begannen mit der Salzgewinnung, indem sie Salzwasser in großen natürlichen Becken verdunsten ließen.
Im 14. bis 18. Jahrhundert war diese Gegend ein heiliger Ort für die Timeuca und Seminolen, die hier ihre Toten bestatteten. Ein großer Indianerfriedhof wurde in „Grace Memorial Gardens“ gefunden, westlich der Staatsstraße 19, in der Nähe der Denton Avenue in Hudson.
1870 kam Isaac Hudson mit einer Rinderherde und einigen Planwagen hier an, auf der Suche nach besserem Weideland. Er gründete die Stadt Hudson 1878, als er die Erlaubnis gab, dass sein Haus als Postbüro benutzt wurde. Die Folge davon war, dass sein Anwesen in der offiziellen Liste der Ortsnamen geführt wurde.
Während des Amerikanischen Bürgerkriegs gehörte dieses Gebiet zum Hernando County. Erst nach dem Krieg 1887 wurde das County geteilt und der neue Teil wurde im Gedenken an einen Soldaten der Konföderierten, der später in den Kongress gewählt wurde, Sam Pasco, Pasco County benannt.
In den Jahren danach kamen weitere Siedler in die Gegend. Das tägliche Leben damals unterschied sich beträchtlich von dem heutigen Leben. Die neuen Nachbarn hießen die Neuankömmlinge willkommen, halfen ihnen bei der Suche nach einem guten Stück Land und beim Hausbau. Bereits vor 1905 gab es in Hudson ein Sägewerk und die Siedler konnten ihre Häuser aus dem Holz der umgebenden Wälder bauen. Die Möbel wurden von örtlichen Handwerkern hergestellt und waren meist aus Holz. Besen und Körbe wurden aus heimischen Weiden geflochten.
Zu dieser Zeit versorgten sich die Einwohner noch selbst mit Essen, wie sie es die letzten einhundert Jahre schon getan hatten. In den Wäldern gab es genügend Tiere und Vogelarten, und der Golf von Mexiko war ein nahezu unerschöpfliches Reservoir an Fischen. Das beliebteste Frühstück der Siedler waren gesalzene oder geräucherte Meeresfrüchte mit Süßkartoffeln.
Das gesellschaftliche Leben in Hudson zu dieser Zeit war einfach aber abwechslungsreich. Für die Damen der Gesellschaft war die hauptsächliche Beschäftigung der Besuch von Freunden, Nachbarn und Verwandten. Diese Treffen erfolgten normalerweise spontan. Die Damen tauschten Rezepte aus und Klatschten über dieses und jenes. Die Kinder spielten und tollten in der Natur. Die Herren saßen auf der Veranda und redeten über die Ernte, den Fischfang oder die Materialbeschaffung zur Hauserweiterung. Lebensmittel und Unterkünfte wurden großzügig geteilt. Es gibt viele Gegenden auf der Welt, in denen sich die Bevölkerung nicht selbst ernähren kann. Floridas Golfküste gehörte nicht dazu. Es war eine Gegend, die viel fruchtbares Land hatte, sowie ein ertragreiches Meer. Zu dieser Zeit konnte jeder Reisende sicher sein, dass er am Ende des Tages zum Abendessen eingeladen und gebeten wurde die Nacht im Haus zu verbringen.
Ein wichtiger Aspekt in Hudson war die Bildung. Zur damaligen Zeit war es normal, dass der Unterricht nur drei Monate im Jahr dauerte. Die restliche Zeit wurden die Kinder zur Arbeit auf der Farm gebraucht. Die einzige Schule, die bis zur 8. Klasse unterrichtete, war in Dade City. Dies gefiel den Einwohnern von Hudson nicht, und sie sorgten aus privaten Mitteln für eine adäquate Schulbildung.
Zur Zeit der Pferde, Pferdewagen, Esel und Maultieren gab es keine richtigen Straßen. Es waren mehr Trampelpfade. Zu dieser Zeit dauerte eine Reise von Hudson nach Dade City zwei Tage. Die ersten Straßen hatten einen Sandbelag, der aber schwer zu befahren war. Ein 1900 aufgebrachter Lehmbelag wurde bei Regen unbefahrbar. Der ab 1910 verwendete Asphalt konnte aufgrund seiner schlechten Qualität keine dauerhafte Verbindung mit dem Geröll als Untergrund herstellen. In der Stadt wurden daher gebrannte Ziegel als Straßenbelag verwendet. Außerhalb der Stadt war dies unmöglich, da dazu die Mittel fehlten. Also war eine Reise in eine andere Stadt weiterhin schmutzig und anstrengend. Eine Reise nach Tampa dauerte beispielsweise vier Tage. Also reiste man nur ein- oder zweimal pro Jahr in eine andere Stadt, wenn es absolut notwendig war oder um unaufschiebbare Einkäufe zu erledigen. Dadurch gab es aber auch keine Möglichkeit, die Ernteerträge an die Städte im Landesinneren zu verkaufen oder an die weit entfernte Eisenbahnlinie zum weiteren Transport zu bringen.
Die Erfindung von Alexander Graham Bell, das Telefon, konnte sich in den Jahren um 1910 in Hudson nicht durchsetzen. Wenn die Menschen etwas zu erzählen hatten nutzten sie die Gelegenheit, denjenigen selbst zu besuchen und direkt mit ihm zu sprechen, wie es seit Jahrzehnten üblich war. Das einzige Telefon gab es in einem Einzelhandelsgeschäft in der Hudson Avenue. Wenn jemand von außerhalb einem Einwohner von Hudson etwas mitteilen wollte, so rief er dort an, in der Hoffnung, dass die Nachricht mündlich bis zum Empfänger durchkam. Viele Jahre funktionierte diese Nachrichtenübermittlung ohne Probleme und man hatte sich immer etwa zu erzählen und war somit auf dem neuesten Stand.
1915 war die Hauptstraße in Hudson gleichzeitig die Durchgangsstraße, der „Dixie-Highway“. Mit einer Autobahn hatte dies nichts zu tun, denn es war nur eine kiesbedeckte, unbefestigte Straße, die aber alle wichtigen Orte im Pasco County miteinander verband. Heute ist dies die Staatsstraße 595, aber in der Umgebung heißt sie noch immer „Dixie-Highway“. Auch in den Jahren bis 1950 wurde diese Straße nie für hohe Geschwindigkeiten ausgebaut. Erst nach 1940 wurde der Highway 19 gebaut, eine zweispurige Straße, die das Leben in Hudson langsam aber sicher veränderte.
In den 1920er Jahren, in Zeiten der Prohibition, ging man in Hudson vermehrt der illegalen Beschäftigung des Schwarzbrennens nach und nutzte die vielen Buchten und Meeresarme erfolgreich vor der Verfolgung der Staatsbeamten. Viele kanadische Schiffe umfuhren im weiten Bogen Amerika bis zum Golf von Mexiko und landeten wieder in einem der vielen Meeresarme rund um Hudson. Ebenso florierte der Rum-Handel mit Mittel- und Südamerika. In den Meeresarmen wurde der Schnaps auf kleine Boote geladen, die ihn weiter ins Landesinnere brachten. Dass sie ab und an von der Küstenwache entdeckt wurden, störte die Menschen nicht weiter, da die Küstenwachboote in den seichten Gewässern nicht folgen konnten. So ist es in der ganzen Zeit, obwohl die Behörden benachrichtigt wurden, nie zu einer Verhaftung gekommen.
Die große Depression in den 1930er Jahren berührte Hudson nur wenig. Das Leben hier war einfach geblieben und an Fleisch, Fisch, Obst und Gemüse gab es keinen Mangel.
In den Jahren 1940 bis 1950 entwickelte sich Hudson zu einer bekannten Stadt der Fischerei. Man betrieb die Fischerei gewerblich, baute eine Fischverarbeitende Industrie und Lagerhäuser und verkaufte die Fischereierzeugnisse landesweit, was Mitte der 1950er Jahre wieder abnahm, da die Gewässer hoffnungslos überfischt waren.
Bis 1950 wurde das Regenwasser in Zisternen oder Kanistern aufgefangen und diente als Wasch- oder Badewasser. Während der regenreichen Zeiten war dies kein Problem, jedoch in Trockenzeiten. Bis zu dieser Zeit war es üblich, dass jedes Familienmitglied am selben Tag und im selben Wasser badete. Um 1955 traf sich eine Gruppe von Geschäftsleuten aus Hudson (Bud Clark, Hershel Hudson, W. L. Hendry, Henry Dingus und ein paar andere), um darüber nachzudenken, wie man einen gesicherten Wohlstand erlangen konnte. Ihre Idee war das Graben von Kanälen quer durch die Stadt, so dass wohlhabende Menschen einen direkten Zugang von ihrem Grundstück aus zum Meer hatten. Wie sich heute zeigt, war ihre damalige Idee für die Stadt bahnbrechend. Das heutige Bild der Stadt ist diesen Geschäftsleuten zu verdanken.
Später, in den 1970er Jahren, wurden noch „Sea Pines“ und „Leisure Beach“ gebaut. Das Ausbaggern von neuen Kanälen wurde von Staat von Florida durch neue Gesetze verboten worden.
1972 wurde der Highway 19 endlich vierspurig ausgebaut und die Stadt war nun leichter zu erreichen. Ebenfalls wurde die Staatsstraße 54 gebaut, was die Stadt verkehrstechnisch noch interessanter machte. Aber erst um 1990 begann der neue Bau-Boom, als man sich entschloss auch östlich des Highways 19 ein Baugebiet auszuweisen. Bis dahin hatte man geglaubt, dass nur die Grundstücke westlich des Highways, also Richtung Strand, für Investoren interessant wären. Seit den 1990er Jahren entstehen hier luxuriöse Domizile für die sonnenhungrigen, wohlhabenden Menschen aus dem Norden des Landes.

### Religionen
In Hudson gibt es derzeit 34 verschiedene Kirchen aus 15 unterschiedlichen Konfessionen. Unter den zu einer Konfession gehörenden Kirchen ist die Baptistengemeinde mit 9 Kirchen am stärksten vertreten. Es gibt 6 zu keiner Konfession gehörende Kirchen (Stand: 2004).

### Demographische Daten
Laut der Volkszählung 2010 verteilten sich die damaligen 12.158 Einwohner auf 7.848 Haushalte. Die Bevölkerungsdichte lag bei 736,8 Einw./km². 95,3 % der Bevölkerung bezeichneten sich als Weiße, 0,7 % als Afroamerikaner, 0,4 % als Indianer und 1,2 % als Asian Americans. 0,8 % gaben die Angehörigkeit zu einer anderen Ethnie und 1,5 % zu mehreren Ethnien an. 5,0 % der Bevölkerung bestand aus Hispanics oder Latinos.
Im Jahr 2010 lebten in 15,4 % aller Haushalte Kinder unter 18 Jahren sowie 49,6 % aller Haushalte Personen mit mindestens 65 Jahren. 59,6 % der Haushalte waren Familienhaushalte (bestehend aus verheirateten Paaren mit oder ohne Nachkommen bzw. einem Elternteil mit Nachkomme). Die durchschnittliche Größe eines Haushalts lag bei 2,05 Personen und die durchschnittliche Familiengröße bei 2,54 Personen.
14,1 % der Bevölkerung waren jünger als 20 Jahre, 13,9 % waren 20 bis 39 Jahre alt, 27,5 % waren 40 bis 59 Jahre alt und 44,7 % waren mindestens 60 Jahre alt. Das mittlere Alter betrug 57 Jahre. 48,9 % der Bevölkerung waren männlich und 51,1 % weiblich.
Das durchschnittliche Jahreseinkommen lag bei 34.596 $, dabei lebten 17,8 % der Bevölkerung unter der Armutsgrenze.<
Im Jahr 2000 war Englisch die Muttersprache von 92,48 % der Bevölkerung, spanisch sprachen 2,85 % und 4,67 % hatten eine andere Muttersprache.ref name=CEN/>

## Kliniken
Die Stadt selbst hat keine Klinik. Für medizinische Behandlungen, die einen ambulanten oder stationären Aufenthalt notwendig machen, können die Einwohner eine der umliegenden Kliniken aufsuchen: In New Port Richey, etwa 15 km entfernt, das „North Bay Hospital“ oder das „Community Hospital“, oder in Spring Hill, etwa 16 km entfernt, das „Oak Hill Hospital“.

## Wirtschaft
Eine nennenswerte Industrie gibt es nicht. Die hauptsächlichen Beschäftigungszweige sind: Ausbildung, Gesundheit und Soziales: (22,4 %), Handel / Einzelhandel: (13,4 %), Baugewerbe: (11,8 %).

## Parks und Sportmöglichkeiten
Es gibt ein kleines Angebot von verschiedenen Stadtparks sowie mehrere sportliche Einrichtungen sowie Spielwiesen und Möglichkeiten zum Camping und Grillen.